# Graziano Battistini (wielrenner)
Graziano Battistini (Fosdinovo, 12 mei 1936 – † Baccano di Arcola, 22 januari 1994) was een Italiaans wielrenner.

## Belangrijkste overwinningen
1960
- Coppa Sabatini

1962
- 2e etappe Giro d'Italia

## Resultaten in voornaamste wedstrijden
| Jaar | Ronde van Italië | Ronde van Frankrijk | Ronde van Spanje |
| ---- | ---------------- | ------------------- | ---------------- |
| 1959 | 7e               |                     |                  |
| 1960 | 20e              | ↑ (2)               |                  |
| 1961 | 12e              | opgave              |                  |
| 1962 | 8e (1)           | opgave              |                  |
| 1963 | 9e               | 18e                 |                  |
| 1964 | 18e              |                     |                  |
| 1965 | 16e (1)          |                     |                  |
| 1966 | 16e              |                     |                  |
| 1967 | opgave           |                     |                  |
| 1968 | opgave           |                     |                  |

| Jaar | Milaan-San Remo | Ronde van Lombardije |  | WK op de weg |
| ---- | --------------- | -------------------- |  | ------------ |
| 1959 | 111e            | 21e                  |  |              |
| 1960 | 32e             | 30e                  |  | 13e          |
| 1961 | 74e             | 5e                   |  |              |
| 1962 | 33e             | 24e                  |  |              |
| 1963 | 16e             | 15e                  |  |              |
| 1964 | 24e             | 16e                  |  |              |
| 1965 |                 | 19e                  |  |              |
| 1966 | 42e             |                      |  |              |
| 1967 |                 |                      |  |              |
| 1968 | 87e             |                      |  |              |